# Clubiona distincta
Clubiona distincta là một loài nhện trong họ Clubionidae.
Loài này thuộc chi Clubiona. Clubiona distincta được Tord Tamerlan Teodor Thorell miêu tả năm 1887.